# 夢の島で逢いましょう
『夢の島で逢いましょう』（ゆめのしまであいましょう）は、山野一の初期作品集である。1985年2月に青林堂より初版刊行。2000年6月に同社より改訂版が刊行されるが現在絶版。
キャッチコピーは「奇妙キテレツ荒唐無稽 おいでませ“夢の島”へ」。

## 概要
1984年から1985年にかけて『月刊漫画ガロ』に掲載された初期作品を中心に収録している。
精神世界や知覚神経をテーマに、現実認識の変調あるいは幻覚体験を題材とする作品のほか、カニバリズムやフリークスなど人間という存在を徹底的に弄り倒す作品が目立つ。
またSFアクションやバイオホラーなど後には見られなくなるタイプの作品も収録されており、次作『四丁目の夕日』とは作風が大きく異なる。後に山野は改訂版のあとがきで「自分の技量もわきまえず、妙にはりきったSFなど描いていて、穴があったら入りたい」と収録作品に対しては自嘲気味のコメントを寄せている。一方で青山正明やねこぢるなどサブカル界の重要人物に多大な影響を与えた一冊でもある。

## 収録作品

短編『食の探求者』はクローン人間を合法的にカニバリズムや快楽殺人の対象にする不謹慎な内容で改訂版の単行本では削除されている。

中編『DREAM ISLAND』の舞台「夢の島」はごみの公害で知られた人工島で、かつて大量発生した蠅の大群が周辺の地域に甚大な被害をもたらした。

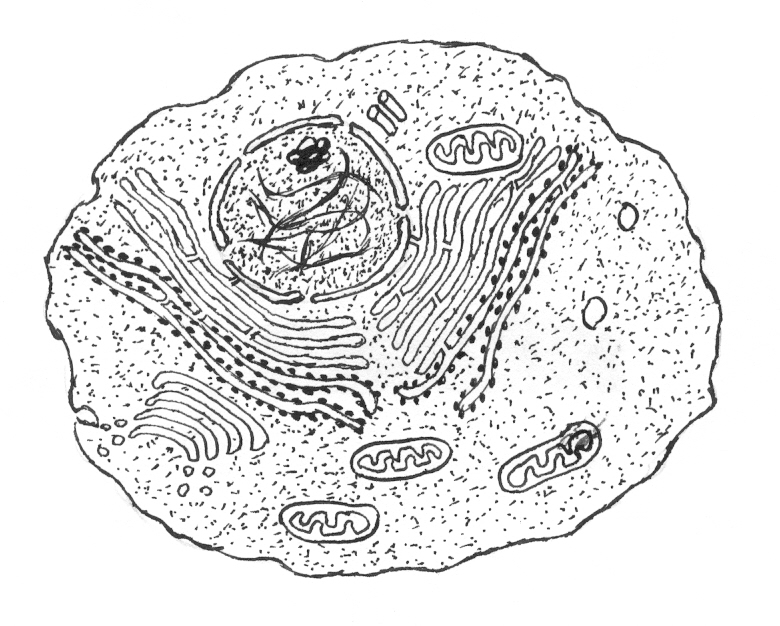
短編『タブー』では畸形描写を交えて細胞の造反をグロテスクに描き切った。

蓄膿三代／月刊漫画ガロ 1985年1月号掲載
大学の友人は蓄膿症で、彼の祖母も若くして重い畜濃を患っていた。祖母は膿を摘出する手術を受けることにした。しかし、祖母の住んでいる場所は本土から少し離れた辺境の小島で、まともな医療設備など昭和13年当時にあるはずもなかった。島の医者はろくに麻酔もかけず、上唇の裏側から鼻の軟骨を無造作に削って膿を摘出した。その時の凄惨な状況を彼女は孫である彼に嬉しそうに何度も何度も語って聞かせた。
祖母の娘、つまり彼の母親も胎（はら）に彼を宿している時、大層な畜濃を患った。あまりの酷さに島のズボラな医者はサジを投げた。彼女の容体は悪化し、本土の病院で畜濃の大手術を受け、ついでに彼を産んだ。この時の経緯を彼の父親は、恩着せがましく何度も何度も彼に語って聞かせた。そして無神経な彼の母親は「オメが胎さいる時チクノさ病んだば、胎教によーながったがね」と何かにつけ言うのであった。なるべくして彼も畜濃を患った。常に鈍い頭痛に悩まされ、友人からも嫌われた。彼は15歳の時に手術を受け、今日に至る。しかし、畜濃の傾向は治らず、風邪などをひくと直ちに鼻に来て、アラビアノリほども粘度があるかと思われる濃厚な青バナが、湯飲み茶碗に半分ぐらい出るという。このような話を彼は実に嬉しそうに実に熱心に、何度も何度も聞かせてくれるのだった…。
食の探求者／月刊漫画ガロ 1984年12月号掲載
人間の食の歴史を語るうえでカニバリズムは避けて通ることの出来ない問題である。しかし、食人行為は文明国において法律的にも宗教的にも重大な犯罪であり、最も野蛮な行為と見做されている。だが、どんなに抑圧されても食人は無くなっておらず、人類にとって食人は抗い難い魅力を持ったものである。そのようなマニアの要望に応えた政治家一同は人肉を合法的に食すため、クローン人間を食肉として認可した。業者はすぐに量産体制を固め、人肉は安定して供給されるようになった。建前は食肉として売り出されたクローン人間であるが、当然の事ながら他の目的に使用する人も現れ、SMや快楽殺人などにも用いられた。しかし、こういった事は自然にエスカレートするもので、最近になると赤ん坊のクローンを買って来て、人間と同様に育てながら学校にも行かせ、適当に成熟したら、いきなり屠殺して食べてしまうというのが富裕層の間で流行っているという。この作品は2000年に再発された改訂版の単行本では削除されている。
アホウドリ／月刊漫画ガロ 1984年11月号掲載
山奥の精神病棟に幽閉されている男の元に旧友の二科が訪れる。男は平気そうな素振りを見せるが不満が少なからずあり、寝入ってる間に看守が耳に針金を入れたせいで、頭がラジオになって“デンパ”を拾ってくると二科に述べる。退屈していた男は二科に面白い話をするように振ると、二科は会社の同僚が高校時代の数学教師に聞いた奇妙な体験談を話し出す。それは戦時中の南の島で駐屯していた時にアホウドリを釣ったが、釣り上げたアホウドリは先輩の指を食いちぎって飛び去っていった、という話であった。その真偽を二人で議論しているうちに、二科は今までの話は全部嘘だったという言葉を残し、男の前から姿を消す。時計の音だけが聞こえる部屋で、男は「なんだ またか」と低く呟く。
白鳥の湖／月刊漫画ガロ 1985年2・3月号掲載
御曹司の慶一とガールフレンドのみゆきは、外車で北海道の奥地の湖にドライブに行き、小舟に乗って湖の白鳥を眺めていると水死体を見つける。さらに二人は湖におびただしい数の水死体が浮いていることに気付く。湖の下を覗き込むと底一面に畸形が付着しており、水面から飛び出してきた畸形が小舟を貫き、二人は湖に放り出される。すると目の前に漁船が現れ、二人は湖の畸形と共に網に掛けられてしまう。抵抗もむなしく慶一は漁師に白痴魚（バカウオ）として殺され、みゆきは漁師達に凌辱される。結局二人は名物“白痴魚カマボコ”にされてしまう。なお本作は山野漫画の定番である「上流階級の美女が下流階級の醜男に凌辱される」というシチュエーションが初めて描かれた作品でもある。
タブー／月刊漫画ガロ 1984年2・3月号掲載
ある探偵が医大の教授から仕事の依頼を受け、研究室を訪れる。しかし、仕事の内容については事前に何も知らされていなかった。すると医大の教授は、当大学の医学博士J氏が亡くなる直前に執筆し、内容が余りに常軌を逸してるため一般に公開できなかったという曰く付きの論文を探偵に紹介する。教授によると、J氏は細胞学の権威で「人間が一つの生命でなく、むしろ人間を構成する莫大な細胞の一つ一つが人間という組織を作って共同生活をしており、人間は細胞に奉仕するだけの存在にしか過ぎない」という独特の意見を持っていた。後にJ氏は自身の細胞を培養し、細胞同士が微細な電気信号で意志を伝達し合っているという事実を発見する。その後、J氏は電気信号を解読するために言語学者と協力し、論文を執筆したが、次第にJ氏は精神に異常が出始め、論文を完成させた直後、ついに全身が発狂し、得体の知れない蟲が体中からおびただしく沸き出したという。また、この研究に携わった学者も、論文を理解した途端に、肉体が“造反”を起こして畸形の姿に変貌し、人格が破壊されてしまったという。そして、この論文はタブーとなり、最後のページを開くことを、学者達は固く戒めているという。
探偵は「何故そんな事が起こるのか」と教授に問いただす。すると教授は「それは人間が知ってはいけないことだからでしょう。もし人間が自分の中に無数の独立した意志があり、自分はそれらに奉仕するための存在に過ぎないことを知ったら、人々は無力感にとらわれ、社会は恐慌状態に陥るでしょう。人間が安定した状態であることは細胞にとって都合がいいのです。だから秘密を知った人の人格を破壊したのでしょう」と探偵に理由を説明する。この教授も最後のページだけは読めずにいたというが、「私はもう今にも精神が崩壊してしまいかねない。今から最後のページを開けるので、事の成り行きをあなたに見届けて欲しい」と探偵に告げ、教授は最後のページを読み終える。すると、教授は狂ったように笑い出して得体の知れない畸形の姿に分裂する。
DREAM ISLAND／月刊漫画ガロ 1984年8月号～1984年10月号連載
政府は犯罪者の激増に対処しきれず「夢の島」を凶悪犯罪者の強制収容所にしたが、ほどなくして夢の島の上空は腐敗物に湧いた無数の害虫が飛散して雲の様になり、上空からは島内の様子を伺うことはできない。定期的に強力な殺虫剤が散布されるが殆ど効き目がなく、夏には凄まじい悪臭と共に本土に害虫が飛来する。また散布される化学薬品による汚染で島内では、どの図鑑にも載ってない魑魅魍魎が跳梁跋扈しており、まさに夢の島は現代文明が生んだ人外魔境と化していた。そこに国会議員の御息女を始めとする「立大聖歌隊」の女子大生達が人権の名のもとに慰問に訪れる。しかし、慰問の目的は選挙の宣伝という極めて偽善的なものだった。しかし、囚人達は賛美歌を歌う聖歌隊の女子大生に興奮して眼前でオナニーを始める。逆上した聖歌隊の御息女は同行している軍隊に「囚人を全員始末しろ」と命令するが、畸形と化した囚人達の予測の付かない攻撃に軍隊はあっと言う間に撃退され、聖歌隊の一行は消息を絶ってしまう。
聖歌隊を救うため死刑囚をベースにロボトミー加工を施したテロ鎮圧用兵器「D-4」の4機が夢の島に投入されるが、夢の島を治める国防隊と正面衝突し、3機は完全に破壊されてしまう。生き残ったD-4は畸形集団の襲撃を受けながらも、人質が囚われている夢の島中央の宮殿に潜入する。しかし、聖歌隊は完全に畸形と化していた。畸形の正体について警視庁のモニター室に呼び出された学者は「夢の島という極限状態に置かれた生命が高濃度の化学汚染によって遺伝子を無差別に破壊され、人間という仮の姿を打ち破り、表にあふれ出した地球上で最も優秀かもしれない画期的な生物」と分析するが、作戦の役に立たない理屈として学者は部屋を追い出される。入れ替わりに人質の父親である国会議員が部屋に駆け付けて来るが、あまりにも変わり果てた娘の姿に「あれは娘じゃない」とうそぶき、夢の島の爆破命令を長官に下す。
一方、夢の島の国王は造反しかかったD-4と同化し、テレパシーで意思疎通を図る。国王はD-4に「お前はここに来るまでに数々の不思議な生物を見ただろう。あれはすべて私の体だ。君と一体となったこの私は夢の島に棲息する全ての、そして一つの生物の中核である。我々は大樹の様な体を持っており、その葉や根は独自の生命を持つ。その生命は大樹という一つの大きな生命に統合されている。我々の生命は連綿と循環し絶えることがない。体の一部が損なうことがあっても生命に別条はない。仮に中核である私が…」と語りかけた瞬間、D-4に搭載された自爆装置が起動し、聖歌隊もろとも夢の島は爆破される。
たん壺劇場／マガジン・バン 1997年1月号～1999年8月号連載
1話2頁の短編作品で全25話を収録。 改訂版のみ収録されており、現時点で山野一による最後の鬼畜漫画である。

## 単行本
※いずれも絶版のため入手困難
青林堂版
初版発行：1985年2月25日
青林堂改訂版
初版発行：2000年6月23日

## 関連作品
- 夢の島で逢いましょう（第1作）
- 四丁目の夕日（第2作）
- 貧困魔境伝ヒヤパカ（第3作）
- 混沌大陸パンゲア（第4作）
- どぶさらい劇場（第5作）